# Dans la grotte de Batman
Pour plus de détails, voir Fiche technique et Distribution.
Dans la grotte de Batman (Return to the Batcave: The Misadventures of Adam and Burt, trad. litt. : « Retour à la Batcave : Les Mésaventures d'Adam et Burt »), est un téléfilm américain réalisé par Paul A. Kaufman, diffusé le 9 mars 2003 sur le réseau CBS.

## Synopsis
Le Sphinx et Catwoman ont volé la Batmobile. Adam West et Burt Ward mènent donc l'enquête sur leurs anciens collègues acteurs de la série Batman dans laquelle ils ont joué de 1966 à 1968.

## Fiche technique
Sauf indication contraire, les informations mentionnées dans cette section peuvent être confirmées par les bases de données cinématographiques IMDb et Allociné,  présentes dans la section « Liens externes ».
- Titre original : Return to the Batcave: The Misadventures of Adam and Burt
- Titre français : Dans la grotte de Batman
- Titre québécois : Batman et Robin: 40 ans plus tard[1]
- Réalisation : Paul A. Kaufman
- Scénario : Duane Poole, d'après les personnages créés par Bob Kane et la série créée par William Dozier
- Musique : Douglas J. Cuomo
- Direction artistique : Shepherd Frankel
- Décors : Bill Boes
- Costumes : Greg LaVoi
- Photographie : James Glennon
- Son : Doug Andham, Peter Bentley, Dean Okrand, Burton Weinstein, Allen Hurd
- Montage : Casey O. Rohrs
- Production :
  - Production déléguée : Paul A. Kaufman
  - Coproduction : Jodi Ticknor
  - Coproduction déléguée : Larry Germain et Dawn Wells
- Sociétés de production[2] : Artisan Entertainment et The Kaufman Company
- Sociétés de distribution : CBS (Diffusion TV aux États-Unis) ; Anchor Bay Entertainment (sortie DVD aux États-Unis) ; Fox Pathé Europa (sortie DVD en France)[3]
- Budget : n/a
- Pays de production :  États-Unis
- Langue originale : anglais
- Format[4] : couleur - 35 mm - 1,78:1 (Widescreen) - son Stéréo
- Genre : action, aventures, comédie
- Durée : 90 minutes
- Date de diffusion[1] : 
  - États-Unis : 9 mars 2003

## Distribution
- Adam West (VF : Marc Cassot) : lui-même
- Burt Ward (VF : Roger Carel) : lui-même
- Jack Brewer (VF : Guy Chapellier) : Adam West / Batman
- Jason Marsden (VF : Éric Legrand) : Burt Ward / Robin
- Frank Gorshin (VF : Pierre Hatet) : lui-même
- Julie Newmar : elle-même
- Brett Rickaby (VF : Tanguy Goasdoué) : Frank Gorshin / le Sphinx
- Jim Jansen (VF : Bernard Woringer) : William Dozier
- Julia Rose : Julie Newmar / Catwoman
- Tony Tanner (VF : Jacques Ciron) : Burgess Meredith / le Pingouin
- Bud Watson : Cesar Romero / le Joker
- Amy Acker : Mme Burt Ward
- Erin Carufel (VF : Ariane Deviègue) : Yvonne Craig / Batgirl
- Curtis Armstrong (VF : Jean-Loup Horwitz) : Jerry
- Joel Swetow (VF : Jacques Ciron) : le directeur de casting
- Lee Meriwether : la serveuse
- Steve Vinovich (VF : Michel Fortin) : le barman
- Ivar Brogger (VF : Pierre Hatet) : le médecin

 Source et légende : version française (VF) sur RS Doublage

## Éditions en vidéo
- En France, le film Dans la grotte de Batman est sortie directement en DVD le 29 juin 2005[3].